# Национальный музей Бангладеш
Национальный музей Бангладеш (бенг. জাতীয় স্মৃতি সৌধ) — музей, расположенный в столице страны Дакке. В музее экспозиции размещены в хронологическом порядке в нескольких отделах, таких как: отдел этнографии и декоративного искусства, отдел истории и классического искусства, отдел естествознания, отдел современной и мировой цивилизации. В музее также есть консервационная лаборатория. Налини Канта Бхаттасали являлся первым куратором музея в 1914—1947 годах.

## История
Национальный музей Бангладеш основан 20 марта 1913 года под названием «Музей Дакки» и официально открыт 7 августа 1913 года губернатором Бенгалии Томасом Гибсоном-Кармайклом. В июле 1915 года музей был передан наиб-назиму Дакки. Национальный музей Бангладеш был образован 17 ноября 1983 года. В настоящее время расположен в Шахбаге, Дакка.

## Этажи

### Цокольный этаж
На цокольном этаже расположено несколько старых пушек у входа и зала, где люди бронируют билеты или собираются, чтобы услышать историю музея. Холл ведет к парадной лестнице. Рядом с залом есть небольшая комната, которая также представляет собой холл и используется экскурсоводами, чтобы рассказывать посетителям об истории музея, имеется лестница.

### 1-й этаж
1-й этаж разделен на 22 комнаты.

#### 1-я комната
В первой комнате отображается большая карта Бангладеш и его 64 округа.

#### 2-я комната
Во второй комнате располагается незавершенная работа большой статуи бенгальского тигра.

#### 3-10 комнаты
Эти комнаты украшены природными красотами Бангладеш. В одной из комнат имеется витрина с языком кита.

#### 10-22 комнаты
В этих комнатах хранятся некоторые исторические реликвии Бенгалии до 1900 года. Есть комната, в которой показаны различные лодки, которыми пользовались сельские жители.

### 2-й этаж
На 2-м этаже размещены фотографии известных людей и демонстрируются война за независимость Бангладеш 1971 года и борьба за статус бенгальского языка 1952 года. Есть плакаты, использованные во время войны, орудия для пыток и многое другое. Также есть две библиотеки.

### 3-й этаж
На третьем этаже расположены изображения международных политиков, художников, учёных, известных картин и четырёх международных галерей — китайской, корейской, иранской и швейцарской.